# Robert E. Howard
Robert Ervin Howard (Peaster, 22 gennaio 1906 – Cross Plains, 11 giugno 1936) è stato uno scrittore statunitense.
Viene considerato uno dei massimi esponenti della narrativa pulp del periodo interbellico, in quanto importante autore di letteratura dell'orrore, grande interprete del romanzo d'avventura e iniziatore del genere heroic fantasy.
Il suo personaggio di maggior successo è Conan il barbaro, che appare in un ciclo di ventidue opere tra racconti e romanzi. Sulla vita di Howard e sulla sua breve relazione con Novalyne Price Ellis il regista Dan Ireland ha tratto, nel 1996, il film Il mondo intero, con Vincent D'Onofrio nel ruolo dello scrittore.

## Biografia
Robert E. Howard nasce il 22 gennaio 1906 a Peaster (Texas) dal medico Isaac Mordecai Howard, che gli sopravviverà, e da Hester Jane Ervin, cui sarà fortemente legato, tanto da andare profondamente fiero delle sue origini scozzesi, ereditate proprio dalla madre, discendente dal clan degli Hester, risalente ai tempi di re Robert Bruce.
Ben presto (1907) i genitori si trasferirono a Cross Plains, un piccolo paesino della periferia texana, dove Howard passerà la maggior parte della sua vita, escluso il periodo di studi trascorso nella vicina Brownwood.
Di carattere introverso, si chiude ben presto in se stesso e inizia a leggere con avidità romanzi e racconti d'avventura, sognando di vivere le stesse avventure che trovava sui libri; tanto che, appena quindicenne, inizia a scrivere, più per se stesso che per gli altri, i primi racconti. Tra i suoi autori di riferimento ci sono Edgar Rice Burroughs, Sax Rohmer e Rafael Sabatini.
A causa delle prepotenze paterne in casa e delle angherie dei coetanei a scuola, il giovane Howard decide di applicarsi nello sport (pugilato e body-building), irrobustendo il proprio fisico: chi lo conoscerà, infatti, avrà modo di parlarne come di un ragazzo imponente, con muscoli forti e ben sviluppati.

### Weird Tales
Nel luglio del 1925, a soli diciannove anni, inizia ufficialmente la sua carriera di scrittore: la rivista pulp Weird Tales, infatti, gli pubblica il racconto Spear and Fang.
Nel 1926 Howard si iscrive alla Howard Payne Academy, una scuola di preparazione per l'università: nell'aprile dello stesso anno viene pubblicato, sulle pagine di Weird Tales, il racconto Wolfshead, una fantasia pseudostorica ambientata nella tenuta africana di un ricco mercante portoghese in cui si scatena un lupo mannaro. Completati gli studi nel 1927, si iscrive all'università, abbandonandola, però, l'anno successivo. Inizia allora una vasta serie di mestieri: barista, fattorino, impiegato. Nell'agosto del 1928 esce su Weird Tales il racconto Ombre rosse, in cui fa il suo esordio uno tra i suoi personaggi più riusciti, nonché quello cui sarà più legato, l'avventuriero puritano Solomon Kane. La bellezza di questi racconti e la qualità della prosa di Howard colpiranno molto H.P. Lovecraft, che gli farà una grande pubblicità presso amici e parenti. I due grandi autori entreranno in corrispondenza nel 1930: gran parte di questo epistolario verrà pubblicato negli Stati Uniti nel corso degli anni successivi alla loro morte.
Nel 1929 fa il suo esordio un altro personaggio howardiano, Kull di Valusia, principe d'Atlantide, ritenuto da molti critici come la prima vera versione di Conan. Il racconto (Il regno fantasma) vede la luce ad agosto, sempre su Weird Tales.
Dopo un lungo rodaggio con Kull (di cui molti racconti rimarranno inediti, vivente Howard), fa infine il suo esordio Conan il barbaro, il personaggio più famoso di Howard. Il suo primo racconto è La fenice sulla lama, del dicembre del 1932, edito sempre da Weird Tales: marchio di fabbrica del racconto è la possanza fisica del protagonista, il suo coraggio e la sua audacia, mentre lo stile è caratterizzato da una prosa liscia e scorrevole, assai descrittiva e mai appesantita dall'eccesso di dialoghi.
Per chi si accosta oggi alla sua opera può essere difficile comprendere appieno la carica di vibrante novità che la concezione howardiana della fantasy (presto battezzata con la denominazione specifica di sword and sorcery) rappresentò per il pubblico di inizio secolo.
Oggi la figura del barbaro nerboruto, vestito succintamente di pelli e coi muscoli inverosimilmente lucidi è tanto stereotipata da diventare quasi un cliché autoironico, ma Howard, che inventò letteralmente quello stereotipo, seppe attorniarlo con un mondo vivo e credibile, popolato da figure memorabili che agivano con grande naturalezza spinte da istinti e motivazioni molto più "umane" di quelle normalmente prese in considerazione nelle saghe epiche e fiabesche a cui di norma si ispiravano gli altri autori del fantastico.
In Howard i protagonisti barbari (Kull e Conan) passavano da incontri con nobili decadenti a tribù selvagge, fra avidi mercanti, cortigiani, ladri e stregoni che letteralmente sembravano "uscire" dalla pagina scritta, coinvolgendo il lettore nelle vicende di "un'era mai sognata" che tuttavia pareva molto più plausibile dei reami idealizzati di Lord Dunsany o di Eric Eddison.
Con Conan, quindi, il lettore conosce un mondo nuovo e barbaro, in cui il pericolo è sempre dietro l'angolo. L'influenza di Lovecraft e del suo Ciclo di Cthulhu si combinava perfettamente con l'avventura alla Burroughs e con le atmosfere esotiche tipiche di Clark Ashton Smith e di James Branch Cabell, ottenendo ambientazioni e trame molto verosimili: il lettore, infatti, può sentirsi vicino a Conan mentre egli striscia silenzioso nella foresta, o mentre urla di rabbia al cozzare della sua ascia contro le teste dei nemici.
Il grande successo di Conan non impedisce però a Howard di continuare anche i suoi altri cicli o di aprirne di nuovi, come il ciclo celta, che narra le avventure del capotribù pitto Bran Mak Morn impegnato a unire le tribù britanniche contro la declinante potenza romana, e che culmina in un innovativo (per l'epoca) e memorabile crossover quando, nel racconto Sovrani della notte, Howard fa evocare a un druido al servizio di Bran nientemeno che Kull di Valusia, per recare aiuto alla causa dei Pitti (che, in quanto 'popolazione ricorrente' nelle fantasie howardiane, al tempo di Valusia erano fedeli alleati di Kull).
A novembre 1931 esce il primo racconto del personale contributo di Howard al ciclo di Cthulhu (La pietra nera). Nel 1936 è la volta dell'ultimo breve ciclo, che vede come protagonista Kirby Buckner (primo racconto Canaan nero di giugno).
Nel frattempo (1934) Howard conosce Novalyne Price Ellis, con la quale intraprende una significativa relazione intellettuale, contrastata dalla madre: il diario tenuto da Novalyne con le annotazioni dei loro incontri sarà utile alla donna quando, nel 1986, essa pubblicherà un libro dedicato a Howard, One Who Walked Alone ("Colui che camminava da solo") dal quale sarà tratto un film, Il mondo intero (The Whole Wide World) del 1996. Nello stesso anno, Howard pubblica su Action Stories il primo racconto su Breckenridge Elkins, il più famoso dei suoi personaggi non fantastici.
Il 1935 è l'inizio di un periodo difficile, dal quale lo scrittore non riuscirà più a riprendersi: prima la notizia di una malattia incurabile diagnosticata alla madre, che cadrà ben presto in coma. L'11 giugno del 1936, distrutto fisicamente e moralmente dalla malattia della madre, Howard si chiude nella sua auto parcheggiata sul viale vicino a casa, estrae dal cruscotto una Colt 380 automatica presa in prestito dall’amico Lindsey Tyson e si spara alla tempia. Il padre ed un altro medico, allarmati dallo sparo, accorrono ma ogni tentativo di soccorrerlo è inutile; dopo otto ore di agonia lo scrittore muore. La madre lo seguirà il giorno successivo.
Lascerà i suoi innumerevoli personaggi, tutti dalla personalità forte, ma con tratti negativi altrettanto marcati; eroi a volte per caso, a volte perché il resto del mondo non era poi tanto migliore di loro.
la festa è terminata e il lume ora spira.»
(L'ultimo messaggio di Howard, ritrovato nella sua macchina da scrivere, dopo il suicidio. Si tratta di una citazione dal poema The House of Caesar di Viola Garvin.)

## Opere
I cicli di racconti sono qui presentati o secondo la cronologia interna, se ne è stata stabilita una canonica, o secondo l'ordine di composizione, se ricostruibile con certezza; si segue altrimenti l'anno della prima edizione originale. Sono elencati prima i testi originali di Howard e poi gli eventuali pastiche elaborati da emuli, ma non i testi "apocrifi" composti interamente dagli emuli.

### Cicli fantasy
Queste sequenze di racconti si interconnettono le une alle altre secondo un'unica cronologia fittizia, delineata da Howard entro il saggio L'era Hyboriana (The Hyborian Age): nell'ucronia dell'autore le prime civiltà umane sorsero sui leggendari continenti di Thuria, Atlantide e Lemuria, il cui catastrofico inabissamento fece spazio ai popoli di etnia "hyboriana", identificati con i protoindoeuropei. Secondo l'etnografia immaginaria di Howard i leggendari Atlantidei sono i progenitori del popolo cimmero, a sua volta antecedente diretto dei celti, i Pitti sono considerati una cultura "non-hyboriana" (quindi pre-indoeuropea) che si è conservata intatta nei millenni in varie enclave sparse per il globo, e varie forme di stregoneria risalenti alla preistoria sono sopravvissute almeno sino all'età moderna (in particolare le sette di magia nera che venerano i serpenti).

#### Kull di Valusia
Kull è un uomo preistorico dell'immaginaria "Era thuriana", databile circa al 20000 a.C., è nativo dell'isola di Atlantide e ha conquistato con le armi il trono dell'antico regno di Valusia. Il ciclo consiste di tre racconti pubblicati Howard vivente, una poesia e otto racconti (di cui uno in due redazioni) apparsi postumi, e cinque frammenti incompiuti di lunghezza diseguale. Una cronologia interna è stata ipotizzata dal curatore editoriale Lin Carter nella raccolta King Kull (Lancer Books, 1967), ma tale edizione presentava cospicue interpolazioni di Carter ai testi originali di Howard; si riporta pertanto l'ordine di composizione ricostruito da Patrice Louinet in Kull: Exile of Atlantis (Del Rey / Ballantine, 2006).
- L'esule di Atlantide (Exile of Atlantis), composto fra 1925 e 1926, postumo in King Kull, Lancer Books, 1967. Il titolo del brano è stato attribuito postumo da Glenn Lord.
- Il Regno Fantasma (The Shadow Kingdom), composto fra 1926 e 1927 e pubblicato in Weird Tales agosto 1929.
- Gli specchi di Tuzun Thune (The Mirrors of Tuzun Thune), composto nel 1927 e pubblicato in Weird Tales settembre 1929.
- Un racconto senza titolo lasciato interrotto risalente al 1928, postumo in Kull, Bantam Books, 1978.
- La gatta di Delcardes (Delcardes' Cat), prima stesura risalente al 1928 de La gatta e il teschio, postumo in Kull: Exile of Atlantis, Del Rey / Ballantine, 2006.
- La gatta e il teschio (The Cat and the Skull), stesura definitiva risalente al 1928 de La gatta di Delcardes, postumo in King Kull.
- Il teschio urlante del silenzio (The Screaming Skull of Silence), composto nel 1928, postumo in The Second Book of Robert E. Howard, Zebra Books, 1976.
- I colpi del gong (The Striking of the Gong), composto nel 1928, postumo in King Kull.
- L'altare e lo scorpione (The Altar and the Scorpion), composto nel 1928, postumo in King Kull.
- La maledizione del teschio dorato (The Curse of the Golden Skull), composto fra 1928 e 1929, postumo in The Howard Collector estate 1967.
- La città nera (The Black City), frammento del 1929, postumo in Kull.
- Un frammento senza titolo risalente al 1929, postumo in Kull.
- Quest'ascia è il mio scettro! (By This Axe I Rule!), composto nel 1929, postumo in King Kull.
- Le Spade del Regno Purpureo (Swords of the Purple Kingdom), composto nel 1929, postumo in King Kull.
- Il re e la quercia (The King and the Oak), poesia risalente probabilmente al 1929, postuma in Weird Tales febbraio 1939.
- Sovrani della notte (Kings of the Night), Weird Tales novembre 1930. Cross-over con il ciclo di Bran Mak Morn.
- Due ulteriori frammenti, senza titolo e di datazione incerta, sono stati pubblicati per la prima volta in Kull: Exile of Atlantis.

Lin Carter ha ricavato dalle tre stesure incompiute a sua disposizione altrettanti racconti completi, apparsi in King Kull:
- Dal racconto senza titolo del 1928, Cavalieri oltre il sorgere del sole (Riders Beyond the Sunrise).
- Da La città nera (The Black City, 1929), L'abisso tenebroso (Black Abyss).
- Dal frammento senza titolo del 1929, Mago e guerriero (Wizard and Warrior).

La raccolta del ciclo interpolata ed espansa da Lin Carter, King Kull (Lancer Books, 1967), è stata tradotta in italiano come Kull di Valusia (trad. Gaetano Luigi Staffilano, Fantacollana 9, Editrice Nord, 1975). La successiva edizione nel volume omnibus Tutti i cicli fantastici di Robert E. Howard Tomo V – I Cicli di Kull di Valusia, di James Allison, di Cthulhu e di Almuric (a cura di Gianni Pilo, Grandi Tascabili Economici Newton 325, Newton Compton Editori, 1995) ha antologizzato solo i dieci racconti completi di Howard, pur conservando le alterazioni di Carter. I testi originali di Howard, completi e incompleti, ripristinati in Kull: Exile of Atlantis (Del Rey / Ballantine, 2006) sono stati tradotti come Kull: Esule di Atlantide (trad. Giuseppe Lippi, Fantasy Urania 2ª serie n. 1, Arnoldo Mondadori Editore, aprile 2008).

#### Conan il cimmero
Conan è un uomo preistorico dell'immaginaria "Era hyboriana", successiva a quella thuriana e databile al 10'000 a.C., e ha lasciato il suo paese natio, la Cimmeria, per servire come bandito e mercenario in giro per il Vecchio Mondo, fino a diventare imperatore del regno di Aquilonia attorno ai quarant'anni. Il ciclo consiste di un romanzo, tre romanzi brevi e tredici racconti pubblicati Howard vivente (o postumi di pochi mesi) e un romanzo breve e tre racconti postumi, cui si aggiungono una poesia e un saggio dedicati all'era hyboriana e un gran numero di frammenti incompiuti in vari stadi di elaborazione.
Circa vent'anni dopo la morte di Howard il curatore Lyon Sprague de Camp allestì un'edizione della serie in sei volumi edita da Gnome Press (1950-1957), ma revisionò pesantemente i testi di Howard così da poterli presentare secondo un ipotetico ordine cronologico interno; in seguito de Camp e il suo collaboratore Lin Carter espansero il ciclo con numerosi pastiche e testi apocrifi, assemblando una serie in dodici volumi editi per Lancer Books ed Ace Books (1967-1977). L'elenco seguente comprende solo i ventitré testi autentici e completi di Howard, secondo l'ordine di composizione ricostruito da Patrice Louinet nella raccolta Conan of Cimmeria, 3 voll., Del Rey / Ballantine, 2003-2005.
- L'era Hyboriana (The Hyborian Age), saggio sulla storia fittizia dell'era thuriana e hyboriana composto fra 1932 e 1933, postumo come chapbook per LANY Cooperative, 1938.
- La fenice sulla lama (The Phoenix on the Sword), Weird Tales dicembre 1932.
- La figlia del gigante dei ghiacci (The Frost-Giant's Daughter), prima edizione in una stesura leggermente modificata in The Fantasy Fan marzo 1934[1]; prima edizione della redazione originale postuma in Rogues in the House, Conan 6, Donald M. Grant, 1976.
- Il Dio nell'urna (The God in the Bowl), postumo, Space Science Fiction settembre 1952.
- La torre dell'elefante (The Tower of the Elephant), Weird Tales marzo 1933.
- La cittadella scarlatta (The Scarlet Citadel), Weird Tales gennaio 1933.
- La regina della Costa Nera (The Queen of the Black Coast), Weird Tales maggio 1934.
- Colosso nero (Black Colossus), Weird Tales giugno 1933.
- Ombre al chiaro di luna (Shadows in the Moonlight o Iron Shadows in the Moon), Weird Tales aprile 1934.
- L'ombra che scivola (The Slithering Shadow o Xuthal of the Dusk), Weird Tales settembre 1933.
- Lo stagno dei neri (The Pool of the Black One), Weird Tales ottobre 1933.
- Gli intrusi a palazzo (Rogues in the House), Weird Tales gennaio 1934.
- La valle delle donne perdute (The Vale of Lost Women), postumo, Magazine of Horror primavera 1967.
- Il diavolo di ferro (The Devil in Iron), Weird Tales agosto 1934.
- Gli accoliti del cerchio nero (The People of the Black Circle), serializzato in tre puntate in Weird Tales settembre, ottobre e novembre 1934.
- L'ora del dragone (The Hour of the Dragon), serializzato in cinque puntate in Weird Tales dicembre 1935 e gennaio, febbraio, marzo e aprile 1936.
- Nascerà una strega (A Witch Shall Be Born), Weird Tales dicembre 1934.
- Cimmeria, poesia composta in una lettera datata al 17 dicembre 1934, prima edizione a stampa in The Howard Collector inverno 1965.
- I gioielli di Gwahlur (Jewels of Gwahlur o The Servants of Bit Yakin), Weird Tales marzo 1935.
- Oltre il Fiume Nero (Beyond the Black River), serializzato in due puntate in Weird Tales maggio e giugno 1935.
- Lo straniero nero (The Black Stranger), postumo, nell'antologia Echoes of Valor, a cura di Karl Edward Wagner, Tor, 1987.
- Ombre a Zamboula (Shadows in Zamboula o The Man-Eaters of Zamboula), Weird Tales novembre 1935.
- Chiodi rossi (Red Nails), postumo, serializzato in tre puntate in Weird Tales luglio, agosto-settembre e ottobre 1936.

Cinque ulteriori racconti lasciati da Howard in stato di bozza o di sinossi sono stati completati da de Camp e Carter per l'edizione Lancer Books:
- I tamburi di Tombalku (Drums of Tombalku), nella raccolta Conan the Adventurer, Lancer Books, 1966.
- Il palazzo dei morti (The Hall of the Dead), nella raccolta Conan, Lancer Books, 1967. Le prime seicento parole circa sono autentico testo di Howard, pertanto alcune edizioni lo conteggiano come ventiduesimo racconto canonico.
- La mano di Nergal (The Hand of Nergal), nella raccolta Conan, Lancer Books, 1967.
- Lupi oltre la frontiera (Wolves Beyond the Border), nella raccolta Conan the Usurper, Lancer Books, 1967. Conan è solo menzionato e il protagonista è un personaggio originale.
- Il muso nel buio (The Snout in the Dark), nella raccolta Conan of Cimmeria, Lancer Books, 1969.

Inoltre, sei testi inclusi nella cronologia di de Camp e Carter sono in realtà versioni fortemente rimaneggiate di originali di Howard:
- Il tesoro di Tranicos (The Treasure of Tranicos), Fantasy Magazine febbraio-marzo 1953. Riscrittura completa del romanzo breve di Conan Lo straniero nero (The Black Stranger).[2]
- La figlia del gigante dei ghiacci (The Frost Giant's Daughter), Fantasy Fiction agosto 1953. Riscrittura completa del racconto di Conan quasi omonimo (si noti la minima differenza di ortografia rispetto al titolo originale).[3]
- Falchi su Shem (Hawks Over Shem), Fantastic Universe ottobre 1955. Riscrittura del racconto realistico autoconclusivo Hawks Over Egypt.
- La strada delle aquile (Conan, Man of Destiny, poi The Road of the Eagles), Fantastic Universe dicembre 1955. Riscrittura del racconto realistico autoconclusivo The Road of the Eagles.
- Il pugnale di Fiamma (The Flame Knife), nella raccolta Tales of Conan, Gnome Press, 1955. Riscrittura del romanzo breve di El Borak La Maledizione a Tre Lame (Three-Bladed Doom).
- Il dio insanguinato (The Blood-stained God), nella raccolta Tales of Conan, Gnome Press, 1955. Riscrittura del racconto di Kirby O'Donnell La Pista del Dio Insanguinato (The Curse of the Crimson God).

La serie apparve per la prima volta in italiano nell'edizione in dodici volumi allestita da de Camp e Carter, che fu tradotta in Arcano 5 e Fantacollana 5, 13, 19, 24, 26, 31, 36, 40 e 41, Editrice Nord, 1975-1981, e successivamente ristampata dallo stesso editore in Grandi Opere Nord 15 e 16, 1989 (due omnibus cartonati da sei volumi ciascuno) e poi ancora in Tascabili Super Omnibus 5, 6, 7 e 8, 1993 (quattro omnibus in brossura da tre volumi ciascuno). La successiva edizione in due volumi entro Tutti i cicli fantastici di Robert E. Howard Tomi I e II – Il ciclo di Conan (a cura di Gianni Pilo e Sebastiano Fusco, Grandi Tascabili Economici Newton 321 e 322, Newton Compton Editori, 1995), poi ristampata in volume unico come Conan il Barbaro (Grandi Tascabili Contemporanei 127, Newton Compton Editori, 2011), seguì di fatto la struttura dell'edizione Gnome Press, in quanto ripropose solo i ventidue romanzi e racconti originali di Howard (inclusi il saggio L'era Hyboriana e il racconto "Il palazzo dei morti", poiché ne è certamente autentico l'incipit), ma conservò le interpolazioni testuali e l'ordine cronologico ipotizzato da de Camp. La prima edizione italiana a riunire solo i ventuno testi autentici e completi di Howard e a disporli nell'ordine di prima edizione fu la collana in quattro volumi La saga di Conan (a cura di Giuseppe Lippi, Oscar Fantasy 1, 7, 15 e 22, Arnoldo Mondadori Editore, 1989-1992), ma questa traduzione includeva ancora il romanzo breve rimaneggiato Il Tesoro di Tranicos e la stesura interpolata del racconto "La Figlia del Gigante dei Ghiacci"; questa edizione è stata poi ristampata in volume unico come Conan il barbaro (a cura di Giuseppe Lippi, Oscar Draghi 14, Arnoldo Mondadori Editore, 2016) e per l'occasione Il Tesoro di Tranicos è stato sostituito per la prima volta con la stesura autentica Lo straniero nero, ma "La Figlia del Gigante del Gelo" mantiene gli interventi di de Camp. Si noti che nessuna edizione italiana ha mai accluso al ciclo principale la poesia Cimmeria.

#### Solomon Kane
Solomon Kane è un puritano inglese di fine Sedicesimo secolo che ha abbandonato la carriera di corsaro per diventare un cavaliere errante, combattendo briganti umani e presenze demoniache sia in Europa continentale sia in Africa Nera. Il ciclo consiste di un romanzo breve e sei racconti pubblicati Howard vivente, due racconti e tre poesie postumi, e quattro frammenti incompiuti; l'ordine cronologico interno è stato ricostruito da Glenn Lord nella raccolta Red Shadows (Donald M. Grant, 1968).
- "Teschi sulle stelle" ("Skulls in the Stars"), Weird Tales gennaio 1929.
- "La mano destra del giudizio" ("The Right Hand of Doom"), postumo in Red Shadows, Donald M. Grant, 1968.
- "Ombre rosse" ("Red Shadows"), Weird Tales agosto 1928.
- "I neri cavalieri della Morte" ("Death's Black Riders"), frammento, postumo in The Howard Collector 10, estate 1968.
- "Lo scricchiolio delle ossa" ("Rattle Bones"), Weird Tales giugno 1929.
- "Il castello del Diavolo" ("The Castle of the Devil"), frammento, postumo in Red Shadows.
- La Luna dei Teschi (The Moon of Skulls), serializzato in due puntate su Weird Tales giugno e luglio 1930.
- L'unica macchia nera (The One Black Stain), poesia, postuma in The Howard Collector primavera 1962.
- "Le lame della Fratellanza" (Blades of Brotherhood"), postumo in Red Shadows.
- "Le colline dei morti "(The Hills of Dead"), Weird Tales agosto 1930.
- "Hawk di Basti" ("Hawk of Basti"), frammento, postumo in Red Shadows.
- Il ritorno di sir Richard Grenville (The Return of Sir Richard Grenville), poesia, postuma in Red Shadows.
- "Le ali notturne" ("Wings in the Night"), Weird Tales luglio 1932.
- "I passi all'interno" ("The Footfalls Within"), Weird Tales settembre 1931.
- "I figli di Asshur" ("The Children of Asshur"), frammento, postumo in Red Shadows.
- Il ritorno a casa di Solomon Kane (Solomon Kane's Homecoming), poesia, postuma in Fanciful Tales of Space and Time autunno 1936. Una stesura alternativa è stata pubblicata in The Howard Collector #15, autunno 1971.

I tre frammenti "The Castle of the Devil", "Hawk of Basti" e "The Children of Asshur" (ma non "Death's Black Riders", che è di dimensioni ridottissime) sono stati completati da tre diversi autori in tre diverse lingue:
- da Ramsay Campbell per l'edizione statunitense in due volumi Solomon Kane: Skulls in the Stars e Solomon Kane: The Hills of the Dead, Bantam Books, 1978-1979.
- da Gianluigi Zuddas per la traduzione italiana Solomon Kane, Il Libro d'Oro della Fantascienza 2, Fanucci Editore, 1979.
- da Javier Martin Lalanda per la traduzione spagnola Las Aventuras de Solomón Kane, Grupo Anaya, 1994.

Inoltre "Le lame della Fratellanza" ("Blades of Brotherhood") è stato pesantemente riscritto da John Pocsik e rintitolato "L'Azzurra Fiamma della Vendetta" ("The Blue Flame of Vengeance") nell'antologia Over the Edge, Arkham House, 1964.
La serie è stata tradotta per la prima volta in italiano nella raccolta originale Solomon Kane, trad. Roberta Rambelli, a cura di Gianfranco de Turris e Sebastiano Fusco, Il Libro d'Oro della Fantascienza 2, Fanucci Editore, 1979; in questa edizione il racconto "Le lame della Fratellanza" apparve nella stesura alterata "L'Azzurra Fiamma della Vendetta", i tre frammenti di Howard furono completati da Gianluigi Zuddas, e vennero antologizzati anche due racconti apocrifi dello stesso Zuddas; questa raccolta è stata successivamente ristampata come Solomon Kane. Ciclo Completo, trad. Roberta Rambelli e Riccardo Valla, a cura di Gianfranco de Turris e Sebastiano Fusco, Ai confini dell'immaginario, Coniglio Editore, 2010, e tale nuova edizione incluse anche il testo autentico di "Le lame della Fratellanza" accanto alla versione pastiche e la stesura alternativa della poesia Solomon Kane ritorna a casa. L'edizione statunitense Solomon Kane (2 voll., Bantam Books, 1978-1979), in cui i tre frammenti erano stati completati da Ramsay Campbell, è stata tradotta per la prima volta divisa nei tre volumi La luna dei teschi, I figli di Asshur e Le Ali Notturne (traduzione e curatela di Gianni Pilo, Il Fantastico Economico Classico 24, 27 e 44, Compagnia del Fantastico. Gruppo Newton, 11 giugno e 16 luglio 1994 e 24 giugno 1995), è poi confluita nel volume omnibus Tutti i cicli fantastici di Robert E. Howard Tomo IV – I Cicli di Solomon Kane e di Kirby Buckner (a cura di Gianni Pilo, Grandi Tascabili Economici Newton 324, Newton Compton Editori, 1995) e infine è apparsa in volume unico come Solomon Kane, Newton Pocket 51, Newton Compton Editori, 2010.

#### Bran Mak Morn
Bran Mak Morn è il sovrano supremo dei Pitti di Caledonia, diretto discendente di un commilitone di re Kull, e muove guerra all'impero romano nel corso del III secolo d.C. Il ciclo consiste di quattro racconti pubblicati Howard vivente, un racconto e tre poesie postume, e quattro testi incompiuti di lunghezza diseguale, e può essere bipartito fra testi con protagonista Bran e testi con protagonisti i Pitti ma ambientati dopo la morte del re; è stato riunito per la prima volta secondo la cronologia interna nel volume Bran Mak Morn, Dell Publishing, 1969, che inglobò nella sequenza anche un racconto di Turlogh O'Brien e uno di Cormac Mac Art contenenti riferimenti ai Pitti. La successiva edizione Bran Mak Morn: The Last King, a cura di Rusty Burke e Patrice Louinet, Del Rey / Ballantine, 2005, mantiene il racconto di Turlogh ma sostituisce quello di Cormac con due storie dell'orrore a tema celtico e dedica un'appendice ai testi incompiuti.
Di seguito si riporta il nucleo principale della serie secondo l'ordine cronologico stabilito nell'edizione Del Rey / Ballantine:
- Testi con protagonista Bran:
  - Un popolo nelle tenebre (Men of Shadows), prosimetro composto nel 1926, postumo in Bran Mak Morn, Dell Publishing, 1969. Trad. Dario Rivarossi in Bran Mak Morn, Epix 7, Arnoldo Mondadori Editore, ottobre 2009.
  - Sovrani della notte (Kings of the Night), Weird Tales novembre 1930. Trad. Roberta Rambelli in Skull-Face, Fantacollana 23, Editrice Nord, 1978. Cross-over con il ciclo di Kull.
  - Un Canto della Stirpe (A Song of the Race), poesia, postuma in Bran Mak Morn. Trad. Massimo Tassi ne Il segno del serpente, Yorick Fantasy Magazine aprile 1992.
  - I Vermi della Terra (Worms of the Earth), Weird Tales novembre 1932. Trad. Roberta Rambelli in Skull-Face, Fantacollana 23, Editrice Nord, 1978
- Testi sui Pitti ambientati dopo la morte di Bran:
  - L'uomo scuro (The Dark Man), Weird Tales dicembre 1931. Trad. Nuccia Agazzi in Horror I, Sugar, 1965. Cross-over con il ciclo di Turlogh Dubh O'Brien.
  - La razza perduta (The Lost Race), composto fra 1924 e 1925 e pubblicato in Weird Tales dicembre 1927. Trad. Cristian Carlone in Ombre dal tempo, Economica Tascabile 18, Fanucci Editore, 1994.
  - Una poesia senza titolo, postuma in Bran Mak Morn; tale edizione le attribuì il titolo di Drums of Pictdom, scartato nella ristampa Del Rey / Ballantine. Trad. Dario Rivarossi in Bran Mak Morn, Epix 7, Arnoldo Mondadori Editore, ottobre 2009.
- Racconti dell'orrore a tema celtico:
  - Il Piccolo popolo (The Little People), composto nel 1928, postumo in Coven gennaio 1970. Appartiene anche al Ciclo di Chtulhu. Trad. Dario Rivarossi in Bran Mak Morn, Epix 7, Arnoldo Mondadori Editore, ottobre 2009.
  - I Figli della notte (Children of the Night), Weird Tales aprile-maggio 1931. Trad. vari ne La Maschera di Cthulhu, a cura di Gianni Pilo, I Miti di Cthulhu 17, Fanucci Editore, 1987. Appartiene anche al ciclo di John Kirowan & John Conrad.

Di seguito si elencano i testi incompiuti riuniti nell'edizione Del Rey / Ballantine:
- Bran Mak Morn, frammento di dramma teatrale composto fra 1922 e 1923, postumo in Bran Mak Morn: A Play, and Others, Cryptic Publications, 1983.
- Una sinossi senza titolo di datazione incerta, postuma in Cromlech #3, anno 1988.
- Un frammento senza titolo di datazione incerta, postumo in Bran Mak Morn.
- Una poesia senza titolo di datazione incerta, postuma in Bran Mak Morn: The Last King, Del Rey / Ballantine, 2006.
- Due capitoli di un romanzo senza titolo databile al 1923, postumi in Bran Mak Morn: The Last King.

La maggior parte degli episodi della serie è stata tradotta in italiano per la prima volta entro volumi miscellanei e tre di essi (Sovrani della notte, I Vermi della Terra e La razza perduta) sono stati riuniti nel volume omnibus Tutti i cicli fantastici di Robert E. Howard Tomo III – I Cicli Celta e di Faccia di Teschio, a cura di Gianni Pilo, Grandi Tascabili Economici Newton 323, Newton Compton Editori, 1995. La prima pubblicazione completa e sistematica è stata la traduzione della raccolta Del Rey / Ballantine con il titolo di Bran Mak Morn, trad. Dario Rivarossi e Giuseppe Lippi, Epix 7, Arnoldo Mondadori Editore, ottobre 2009; tale traduzione comprende però solo i nove testi completi e taglia l'appendice di frammenti, che restano inediti.

#### Turlogh Dubh O'Brien
Turlogh Dubh O'Brien è un avventuriero irlandese dell'anno Mille che vive sotto il regno di Brian Boru e interagisce con gli ultimi resti della cultura pitta e del popolo atlantideo. Il ciclo consiste di due racconti pubblicati Howard vivente, un terzo racconto edito postumo in due stesure alternative, e due frammenti incompiuti.
- "Gli dei di Bal-Sagoth" ("The Gods of Bal-Sagoth"), Weird Tales ottobre 1931. Trad. Roberta Rambelli in Fantasy, a cura di Sandro Pergamo, Grandi Opere Nord 11, Editrice Nord, 1985.
- "L'uomo scuro" ("The Dark Man"), Weird Tales dicembre 1931. Trad. Nuccia Agazzi in Horror I, Sugar, 1965. Cross-over con il ciclo di Bran Mak Morn.
- "Spears of Clontarf", composto verso il 1932 ma edito postumo come chapbook per George T. Hamilton, 1978. Racconto realistico poi rielaborato ne "Il tramonto del Dio Grigio".
- "Il tramonto del Dio Grigio" ("The Grey God Passes"), composto verso il 1932 ma edito postumo nell'antologia Dark Mind, Dark Hearth, a cura di August Derleth, Arkham House, 1972. Trad. Giuseppe Lippi in Racconti senza respiro Vol. 1°, a cura di Kirby McCauley, Oscar Fantascienza 30 [1364], 1981. Riscrittura fantastica di Spears of Clontarf.
- "The Shadow of the Hun", frammento, postumo in Shadow of the Hun, George T. Hamilton, 1975.
- Un frammento senza titolo, postumo in Shadow of the Hun.

"Spears of Clontarf" è tradizionalmente pubblicato come testo realistico autoconclusivo, e in particolare è apparso nella raccolta di racconti storici Sword Woman and Other Historical Adventures, Del Rey / Ballantine, 2011. Gli altri cinque testi sono stati riuniti per la prima volta in Swords of the North, The Robert E. Howard Foundation Press, 2014.
I tre racconti fantastici completi sono stati tradotti in italiano per la prima volta separatamente l'uno dagli altri, ciascuno entro una diversa antologia miscellanea; la prima traduzione completa e sistematica è stata nel volume omnibus Tutti i cicli fantastici di Robert E. Howard Tomo III – I Cicli Celta e di Faccia di Teschio, a cura di Gianni Pilo, Grandi Tascabili Economici Newton 323, Newton Compton Editori, 1995.

#### James Allison
James Allison è un uomo texano del Ventesimo secolo capace di rievocare le proprie vite precedenti in varie epoche della storia umana, alludendo più volte alla storiografia fittiza elaborata da Howard. Il ciclo consiste di tre racconti completi, di cui uno postumo:
- "La Valle del Verme" ("The Valley of the Worm"), Weird Tales febbraio 1934. Trad. Roberta Rambelli in Skull-Face, Fantacollana 23, Editrice Nord, 1978.
- "Il giardino della paura" ("The Garden of Fear"), Marvel Tales luglio-agosto 1934. Trad. Roberta Rambelli in Skull-Face, Fantacollana 23, Editrice Nord, 1978.
- "I Nomadi del Valhalla" ("Marchers of Valhalla"), postumo, in Marchers of Valhalla, Donald M. Grant, 1972. Trad. Corinna Corti ne Gli Infiniti Ritorni. Storie e scritti sulla reincarnazione, Libra Fantastica 21, Elara libri, 2020.

Ad essi si aggiungono quattro frammenti completati da altri autori:
- Black Eons, completato da Robert M. Price in The Howard Collector #9 primavera 1967. Prima pubblicazione del test incompleto in The New Howard Reader #3 novembre 1998.
- The Tower of Time, completato da Lin Carter in Fantastic giugno 1975. Prima pubblicazione del testo incompleto in The New Howard Reader #2 agosto 1998.
- Brachan the Kelt, completato da un anonimo nell'antologia The Barbarian Swordsmen, a cura di Sean Richards, Star, 1981. Prima pubblicazione del testo incompleto in The New Howard Reader #1 giugno 1998.
- The Guardian of the Idol, completato da Gerald W. Page in Weird Tales #3, a cura di Lin Carter, Zebra Books, 1981. Prima pubblicazione del testo incompleto in The Howard Reader #8 agosto 2003.

I sette testi sono stati riuniti per la prima volta nel volume miscellaneo Swords of the North, The Robert E. Howard Foundation Press, 2014.
I due racconti completi pubblicati Howard vivente sono stati tradotti per la prima volta in italiano nella raccolta miscellanea Skull-Face, trad. Roberta Rambelli, Fantacollana 23, Editrice Nord, 1978; il terzo racconto postumo è stato aggiunto al ciclo nella successiva miscellanea Gli Infiniti Ritorni, trad. vari, Libra Fantastica 21, Elara libri, 2020; infine, sia i tre racconti sia i quattro frammenti sono stati riuniti nel volume tematico commentato Il ciclo di James Allison, traduzione e cura di Claudio Foti, Delos Digital, 2022. Si segnala che una precedente ristampa nel volume omnibus Tutti i cicli fantastici di Robert E. Howard Tomo V – I Cicli di Kull di Valusia, di James Allison, di Cthulhu e di Almuric (a cura di Gianni Pilo, Grandi Tascabili Economici Newton 325, Newton Compton Editori, 1995) aveva ascritto arbitrariamente al ciclo di James Allison pure il racconto dell'orrore "I Figli della notte" ("Children of the Night"), appartenente in realtà alla serie di John Kirowan & John Conrad.

#### Racconti fantasy autoconclusivi
- "La Voce di El-Lil" ("The Voice of El-Lil"), Oriental Stories ottobre-novembre 1930. Trad. Cristian Carlone in Ombre dal tempo, Economica Tascabile 18, Fanucci Editore, 1994.
- "L'ultimo uomo bianco" ("The Last White Man"), The Howard Collector 5, estate 1964. Trad. Marcella D'Urso, pubblicato come chapbook da Edizioni di Ar, 1991.
- "Spanish Gold on Devil Horse", serializzato in due puntate in The Howard Collector 17 e 18, autunno 1972 e autunno 1973.
- "Il Gondariano" ("The Gondarian Man"), Fantasy Crossroads novembre 1975. Trad. Pietro Guarriello in Speciale Robert E. Howard, Zothique. Rivista di cultura Fantastica e Weird 7, Dagon Press, aprile 2021.
- "Il Cavalcatuoni" ("The Thunder-Rider"), in Marchers of Valhalla, Donald M. Grant, 1977. Trad. Corinna Corti ne Gli Infiniti Ritorni. Storie e scritti sulla reincarnazione, Libra Fantastica 21, Elara libri, 2020.
- "The Isle of the Eons", in The Gods of Bal-Sagoth, Ace Books, 1979.

### Cicli dell'orrore
Il corpus dei racconti macabri di Howard si articola equamente fra testi completamente autoconclusivi, opere narrativamente autonome ma accomunate dalla medesima ambientazione, e opere collocate entro il Ciclo di Cthulhu, l'universo narrativo condiviso creato da H.P. Lovecraft.
La gran parte di questi testi è stata sistematizzata nella raccolta tematica The Horror Stories of Robert E. Howard, Del Rey / Ballantine, 2008, tradotta in italiano come Racconti dell'Orrore di Robert E. Howard (2 voll.), trad. Laura Serra, Urania Horror 8 e 10, Arnoldo Mondadori Editore, luglio e dicembre 2015.

#### De Montour
Un licantropo francese del XV secolo protagonista di due racconti.
- "Nella foresta di Villefère" ("In the Forest of Villefère"), Weird Tales agosto 1925. Trad. Roberta Rambelli in Skull-Face, Fantacollana 23, Editrice Nord, 1978
- "Testa di lupo" ("Wolfshead"), Weird Tales aprile 1926. Trad. Cristian Carlone in Ombre dal tempo, Economica Tascabile 18, Fanucci Editore, 1994.

Il dittico è stato riunito per la prima volta nella raccolta miscellanea Shadow Kingdoms, Wildside Press, 2004. La prima traduzione italiana sistematica è stata in Racconti dell'Orrore di Robert E. Howard (2 voll.), trad. Laura Serra, Urania Horror 8 e 10, Arnoldo Mondadori Editore, luglio e dicembre 2015.

#### Villaggio di Faring
Due racconti e una poesia ambientati nell'eponimo villaggio costiero inglese.
- "Mare maledetto" ("Sea Curse"), Weird Tales maggio 1928.
- "Dal profondo degli abissi" ("Out of the Deep"), postumo in Magazine of Horror novembre 1967.
- Una leggenda del villaggio di Faring (A Legend of Faring Town), poesia, postuma in Verses of Ebony, George T. Hamilton and Dale Brown, 1975.

Il trittico è stato riunito per la prima volta in lingua originale nella raccolta tematica The Horror Stories of Robert E. Howard, Del Rey / Ballantine, 2008. Un volume monografico in traduzione italiana era già apparso con il titolo di Orrore a Faring Town, Collana Fantàsia, Il Cerchio Iniziative Editoriali, 1999.

#### Ciclo di Cthulhu
I racconti di Howard afferenti al Ciclo di Cthulhu integrano la storia fittizia creata da Howard per i suoi cicli fantasy entro il sistema di leggende, divinità e cosmologie delineato da Lovecraft nei propri scritti; a loro volta, anche questi racconti sono in parte autoconclusivi e in parte strutturati in brevi sequenze.

##### Racconti dell'orrore celtico
Quattro racconti autoconclusivi ma costruiti secondo il medesimo schema di trama: un uomo del Ventesimo secolo rammenta una propria vita precedente come guerriero celta e sfrutta queste memorie ataviche per affrontare nel presente una qualche entità paranormale legata ai Miti di Cthulhu e menzionata anche nei cicli di Bran Mak Morn e Turlogh Dubh O'Brien.
- "Il Piccolo popolo" ("The Little People"), composto nel 1928, postumo in Coven gennaio 1970. Trad. Dario Rivarossi in Bran Mak Morn, Epix 7, Arnoldo Mondadori Editore, ottobre 2009.
- "I Figli della notte" ("Children of the Night"), Weird Tales aprile-maggio 1931. Trad. vari nell'antologia La Maschera di Cthulhu, a cura di Gianni Pilo, I Miti di Cthulhu 17, Fanucci Editore, 1987. Appartiene anche al ciclo di John Kirowan & John Conrad.
- "Il popolo dell'oscurità" ("The People of the Dark"), Strange Tales giugno 1932. Trad. Cristian Carlone in Ombre dal tempo, Economica Tascabile 18, Fanucci Editore, 1994.
- "Il tumulo sul promontorio" ("The Cairn on the Headland"), Strange Tales of Mystery and Terror gennaio 1933. Trad. Roberta Rambelli in Skull-Face, Fantacollana 23, Editrice Nord, 1978. Di fatto un sequel del racconto di Turlogh Dubh O'Brien "Il crepuscolo del Dio Grigio".

"Il Piccolo popolo" e "I Figli della notte" appaiono come appendice alla saga di Bran Mak Morn nella raccolta Bran Mak Morn: The Last King, a cura di Rusty Burke e Patrice Louinet, Del Rey / Ballantine, 2005; in seguito l'intera sequenza è stata riunita in The Horror Stories of Robert E. Howard, Del Rey / Ballantine, 2008.
La prima traduzione italiana completa e sistematica è stata in Racconti dell'Orrore di Robert E. Howard (2 voll.), trad. Laura Serra, Urania Horror 8 e 10, Arnoldo Mondadori Editore, luglio e dicembre 2015. In precedenza il volume omnibus Tutti i cicli fantastici di Robert E. Howard Tomo III – I Cicli Celta e di Faccia di Teschio (a cura di Gianni Pilo, Grandi Tascabili Economici Newton 323, Newton Compton Editori, 1995) aveva presentato arbitrariamente "Il tumulo sul promontorio" come parte di un Ciclo dei Celti unitario, comprendente anche tre racconti di Bran Mak Morn, tre racconti di Turlogh O'Brien e un racconto di Cormac Mac Art; in modo analogo Tutti i cicli fantastici di Robert E. Howard Tomo V – I Cicli di Kull di Valusia, di James Allison, di Cthulhu e di Almuric (a cura di Gianni Pilo, Grandi Tascabili Economici Newton 325, Newton Compton Editori, 1995) aveva ascritto impropriamente "I Figli della notte" al ciclo di James Allison.

##### John Kirowan e John Conrad
Kirowan e Conrad sono due esoteristi e investigatori del paranormale esperti dei Miti di Cthulhu; esordiscono come personaggi minori nel racconto di orrore celtico "I Figli della notte" e sono co-protagonisti di "Non scavatemi la fossa", inoltre Conrad appare da solo ne "Gli Abitatori dei Cunicoli" e analogamente Kirowan è il personaggio principale de "L'abitatore dell'anello"; in entrambi questi racconti i due personaggi sono affiancati da un comprimario di nome O'Donnel. 
- "I Figli della notte" ("Children of the Night"), Weird Tales aprile-maggio 1931. Trad. vari ne La Maschera di Cthulhu, a cura di Gianni Pilo, I Miti di Cthulhu 17, Fanucci Editore, 1987. Fa riferimento al ciclo di Conan e a quello di Bran Mak Morn.
- "L'abitatore dell'anello" ("The Haunter of the Ring"), Weird Tales giugno 1934. Trad. Cristian Carlone in Ombre dal tempo, Economica Tascabile 18, Fanucci Editore, 1994. Fa riferimento al ciclo di Conan.
- "Non scavatemi la fossa" ("Dig Me No Grave"), postumo, Weird Tales febbraio 1937. Trad. Roberto Cecchini e Roberto di Meglio in Culti innominabili, Nexus Editore, 1993.
- "Gli Abitatori dei Cunicoli" ("The Dwellers Under the Tomb"), postumo, nell'antologia Lost Fantasies 4, a cura di Robert Weinberg, 1976. Trad. Laura Serra ne I Morti Ricordano. Racconti dell'Orrore vol. 2, Urania Horror 10, Arnoldo Mondadori Editore, dicembre 2015.

Kirowan, Conrad e O'Donnel compaiono tutti assieme anche in un quinto testo rimasto incompiuto:
- "La casa" ("The House"), incompiuto postumo, The Howard Reader 8, agosto 2003. Trad. Laura Serra ne I Morti Ricordano. Racconti dell'Orrore vol. 2, Urania Horror 10, Arnoldo Mondadori Editore, dicembre 2015.

La prima traduzione italiana completa e sistematica è stata in Racconti dell'Orrore di Robert E. Howard (2 voll.), trad. Laura Serra, Urania Horror 8 e 10, Arnoldo Mondadori Editore, luglio e dicembre 2015. In precedenza il volume omnibus Tutti i cicli fantastici di Robert E. Howard Tomo V – I Cicli di Kull di Valusia, di James Allison, di Cthulhu e di Almuric (a cura di Gianni Pilo, Grandi Tascabili Economici 325, Newton Compton Editori, 1995) aveva ascritto impropriamente "I Figli della notte" al ciclo di James Allison.

##### Racconti singoli
- "La Pietra Nera" ("The Black Stone"), Weird Tales novembre 1931. Trad. Roberta Rambelli in Skull-Face, Fantacollana 23, Editrice Nord, 1978.
- "La cosa sopra il tetto" ("The Thing on the Roof"), Weird Tales febbraio 1932. Trad. Giuseppe Lippi in Horroriana, Biblioteca di Fantasy & Horror 2, Arnoldo Mondadori Editore, 1979.
- "Sfida all'Ignoto" ("The Challenge from Beyond"), Fantasy Magazine settembre 1935. Trad. Roberta Rambelli in Sfida dall'infinito, Orizzonti. Capolavori di Fantasia e Fantascienza X.2, Fanucci Editore, 1976. Collaborazione con C.L. Moore, Abraham Merritt, H. P. Lovecraft e Frank Belknap Long.
- "Il fuoco di Assurbanipal" ("The Fire of Asshurbanipal"), postumo, Weird Tales dicembre 1936. Trad. Roberta Rambelli in Skull-Face, Fantacollana 23, Editrice Nord, 1978. Riscrittura fantastica di un omonimo racconto realistico.
- "Zoccoli Infernali" ("Usurp the Night" o "The Hoofed Thing"), postumo, Weirdbook Three febbraio 1970. Trad. Laura Serra ne I Morti Ricordano. Racconti dell'Orrore vol. 2, Urania Horror 10, Arnoldo Mondadori Editore, dicembre 2015.
- "The Black Bear Bites" o "Black John's Veneance", postumo, From Beyond the Dark Gateway aprile 1974.

"La Pietra Nera", "La cosa sopra il tetto" e "Il fuoco di Assurbanipal" sono stati riuniti per la prima volta in traduzione italiana nel volume omnibus Tutti i cicli fantastici di Robert E. Howard Tomo V – I Cicli di Kull di Valusia, di James Allison, di Cthulhu e di Almuric (a cura di Gianni Pilo, Grandi Tascabili Economici Newton 325, Newton Compton Editori, 1995); "Zoccoli Infernali" è stato riunito alla sequenza in Racconti dell'Orrore di Robert E. Howard (2 voll.), trad. Laura Serra, Urania Horror 8 e 10, Arnoldo Mondadori Editore, luglio e dicembre 2015. "Sfida all'Ignoto" è stato sempre tradotto in volumi monografici dedicati a H.P. Lovecraft, mentre "The Black Bear Bites" è inedito.

#### Racconti di fantawestern e gotico sudista
I seguenti racconti sono ambientati negli Stati Uniti sudorientali, fra le praterie del Texas, le pinete dell'Arkansas e le paludi della Louisiana, e fanno variamente riferimento alle tradizioni sciamaniche dei nativi americani e alla religione vudù praticata dagli afroamericani. Confluiti in buona parte nella raccolta tematica The Horror Stories of Robert E. Howard, Del Rey / Ballantine, 2008.
- L'orrore dalla collina (The Horror from the Mound), Weird Tales maggio 1932. Trad. Giampaolo Cossato e Sandro Sandrelli in Chi di vampiro ferisce..., Galassia 178, Casa Editrice La Tribuna, 15 Novembre 1972.
- L'uomo a terra (The Man on the Ground), Weird Tales luglio 1933. Trad. Alda Carrer in Horror Story 4, Garden Editoriale, novembre 1990.
- Il cuore del vecchio Garfield (Old Garfield's Heart), Weird Tales dicembre 1933. Trad. vari in La resurrezione della mummia, Il Meglio di Weird Tales 10, Fanucci Editore, 1987.
- Canaan nero (Black Canaan), Weird Tales giugno 1936. Trad. Roberta Rambelli in Skull-Face, Fantacollana 23, Editrice Nord, 1978.
- L'abito a scacchi (The Dead Remember), postumo, Argosy agosto 1936. Trad. Cristian Carlone in Ombre dal tempo, Economica Tascabile 18, Fanucci Editore, 1994.
- I colombi dell'inferno (Pigeons from Hell), postumo, Weird Tales marzo 1938. Trad. Roberta Rambelli in Skull-Face, Fantacollana 23, Editrice Nord, 1978.
- L'Ombra del Destino (The Shadow of Doom), postumo, The Howard Collector 8, estate 1966. Trad. ignota in L'Ombra del Destino, Yorick Fantasy Magazine, dicembre 2001 - gennaio 2002.
- Per Amore di Barbara Allen (For the Love of Barbara Allen), postumo, The Magazine of Fantasy and Science Fiction agosto 1966. Trad. Lydia Di Marco in Millemondiestate 1990: 1 Romanzo breve e 15 Racconti, Urania Millemondi 1ª serie n. 37, Arnoldo Mondadori Editore, giugno 1990.
- La Valle Perduta (Secret of Lost Valley o The Valley of the Lost), postumo, Startling Mystery Stories primavera 1967. Trad. Laura Serra ne I Morti Ricordano. Racconti dell'Orrore vol. 2, Urania Horror 10, Arnoldo Mondadori Editore, dicembre 2015.
- The Haunted Hut, postumo, in Weirdbook Two, W. Paul Ganley, 1969.
- A Horror in the Night, postumo, in Cross Plains vol. 1 n. 3, marzo 1974.
- L'Ombra della Bestia (The Shadow of the Beast), postumo in The Shadow of the Beast, George Hamilton, 1977. Trad. Laura Serra ne I Figli della Notte. Racconti dell'Orrore vol. 1, Urania Horror 8, Arnoldo Mondadori Editore, luglio 2015.

Afferiscono a questo filone anche due articoli giornalistici in cui Howard espose in forma romanzata dei fatti criminosi reali:
- «Kelly lo stregone» («Kelly the Conjure-Man»), The Howard Collector 5, estate 1964. Trad. Davide Mana in L'arcipelago del fantastico 3, CS Coop. Studi Libreria Editrice, novembre 2005.
- «Lo Strano Caso di Josiah Wilbarger» («The Strange Case of Josiah Wilbarger»), The New Howard Reader 5, marzo 1999. Trad. Davide Mana in Alia. L'arcipelago del fantastico 3, CS Coop. Studi Libreria Editrice, novembre 2005.

La prima traduzione italiana sistematica è Racconti dell'Orrore di Robert E. Howard (2 voll.), trad. Laura Serra, Urania Horror 8 e 10, Arnoldo Mondadori Editore, luglio e dicembre 2015. In precedenza il volume omnibus Tutti i cicli fantastici di Robert E. Howard Tomo IV – I Cicli di Solomon Kane e di Kirby Buckner (a cura di Gianni Pilo, Grandi Tascabili Economici Newton 324, Newton Compton Editori, 1995) aveva assemblato assieme "Canaan nero", "I colombi dell'inferno" e il racconto giallo "Lacrime scarlatte" in un Ciclo di Kirby Buckner; in realtà i protagonisti o coprotagonisti dei tre testi sono figure simili ma fra loro distinte.

#### Racconti dell'orrore autoconclusivi
- Il serpente del sogno (The Dream Snake), Weird Tales febbraio 1928. Trad. Cristian Carlone in Ombre dal tempo, Economica Tascabile 18, Fanucci Editore, 1994.
- La iena (The Hyena), Weird Tales marzo 1928. Trad. Cristian Carlone in Ombre dal tempo, Economica Tascabile 18, Fanucci Editore, 1994.
- Lo spirito di Tom Molyneux (The Spirit of Tom Molyneaux o The Apparition in the Prize Ring), Ghost Stories aprile 1929. Trad. Davide Mana in L'arcipelago del fantastico 3, CS Coop. Studi Libreria Editrice, novembre 2005.
- Il Tocco della Morte (The Touch of Death o The Fearsome Touch of Death), Weird Tales febbraio 1930. Trad. Laura Serra ne I Figli della Notte. Racconti dell'Orrore vol. 1, Urania Horror 8, Arnoldo Mondadori Editore, luglio 2015.
- La casa di Arabu (The House of Arabu o The Witch from Hell's Kitchen), postumo, Avon Fantasy Reader 18, anno 1952. Trad. Cristian Carlone in Ombre dal tempo, Economica Tascabile 18, Fanucci Editore, 1994.
- L'Uccisore di Dermod (Dermod's Bane), postumo, Magazine of Horror autunno 1967. Trad. ignota, Yorick Fantasy Magazine 28/29, dicembre 1999 - gennaio 2000.[5]
- Delenda Est (Delenda Est), postumo, Worlds of Fantasy 1, anno 1968. Trad. Gianni Pilo in Storie dell'orrore, Grandi Tascabili Economici: I Mammut 71, Newton Compton Editori, 1999.
- Il Mostro Senza Naso (The Noseless Horror), postumo, Magazine of Horror febbraio 1970. Trad. Laura Serra ne I Morti Ricordano. Racconti dell'Orrore vol. 2, Urania Horror 10, Arnoldo Mondadori Editore, dicembre 2015.
- L'Ultimo Canto di Casonetto (Casonetto's Last Song), postumo, Etchings & Odysseys 1, anno 1973. Trad. ignota, Yorick Fantasy Magazine 10/11, novembre 1990 - marzo 1991.
- Acque Agitate (Restless Waters), postumo, Witchcraft & Sorcery 10, anno 1974. Trad. Laura Serra ne I Figli della Notte. Racconti dell'Orrore vol. 1, Urania Horror 8, Arnoldo Mondadori Editore, luglio 2015.
- Sterco di lupo (Wolfsdung), postumo, Cromlech 3, anno 1988. Trad. Pietro Guarriello in Speciale Robert E. Howard, Zothique. Rivista di cultura Fantastica e Weird 7, Dagon Press, aprile 2021.

### Cicli di avventure in Oriente
Howard ha composto un nucleo di narrativa d'avventura ambientata in Asia Centrale e in India grossomodo durante l'età edoardiana (quindi pochi decenni prima della sua nascita), riunita integralmente nei due volumi postumi The Early Adventures of El Borak, The Robert E. Howard Foundation Press, 2010, e El Borak and Other Desert Adventures, Del Rey / Ballantine, 2010.

#### Francis Xavier Gordon detto El Borak
Un pistolero texano emigrato sul confine fra Emirato d'Afghanistan e Raj britannico, dove opera come mercenario ed è spesso coinvolto in faide fra le comunità indigene dei monti e delle steppe, o in macchinazioni politiche legate al Grande Gioco.
Il nucleo principale di questa serie consiste di due romanzi brevi e cinque racconti lunghi composti da Howard negli anni Trenta e quasi tutti pubblicati su rivista, sistematizzati secondo la cronologia interna in El Borak and Other Desert Adventures, Del Rey / Ballantine, 2010.
- "Spade delle Colline" ("The Lost Valley of Iskander" o "Swords of the Hills"), postumo in The Lost Valley of Iskander, FAX Collector's Editions, 1974.
- La Figlia di Elrik Khan (The Daughter of Erlik Khan), Top-Notch dicembre 1934.
- La Maledizione a Tre Lame (Three-Bladed Doom), postumo come chapbook, Orbit, 1977. Una redazione abbreviata dello stesso Howard era già apparsa in REH Lone Star Fictioneer #4, primavera 1976.
- "Il Falco delle Colline" ("Hawk of the Hills"), Top-Notch giugno 1935.
- "Sangue degli Dei" ("Blood of the Gods"), Top-Notch luglio 1935.
- "Il Paese dei Coltelli" ("The Country of the Knife" o "Sons of the Hawk"), Complete Stories agosto 1936.
- "Il Figlio del Lupo Bianco" ("Son of the White Wolf"), Thrilling Adventures dicembre 1936.

Un nucleo narrativo minore consiste invece di dieci racconti brevi giovanili (più due frammenti), in sei dei quali El Borak incontra Steve "Sonora Kid" Allison, un altro eroe howardiano; undici di questi testi sono stati pubblicati per la prima volta postumi in traduzione francese entro l'antologia El Borak l'eternel, Fantastique / Science-fiction / Aventures 108, Néo, 1984, mentre il dodicesimo episodio è stato riunito alla sequenza in The Early Adventures of El Borak, The Robert E. Howard Foundation Press, 2010.
- "Il Terrore d'Acciaio" ("The Iron Terror"), trad. ignota in La saga di Robert Howard, Taccuino 8, Yorick Fantasy Magazine, 2001.
- "Gordon l'Americano" ("Gordon, the American"), frammento.
- "L'Arrivo di El Borak" ("The Coming of El Borak").
- "Il Racconto di Khoda Khan" ("Khoda Khan's Tale"). Cross-over con il Sonora Kid.
- "El Borak".
- "Scaricai il mio revolver..." ("I emptied my revolver..."), frammento.
- "The Land of Mystery". Cross-over con il Sonora Kid.
- "Il Castello evitato" ("The Shunned Castle"). Cross-over con il Sonora Kid.
- "L'Anello di Giada Bianca" ("The White Jade Ring") in The Last of the Trunk, Paradox Entertainment, 2007. Cross-over con il Sonora Kid.
- "Una Potenza tra le Isole" ("A Power among the Islands"). Cross-over con il Sonora Kid.
- "North of Khyber". Cross-over con il Sonora Kid.
- "Intrigue in Kurdistan"

Eccettuato un singolo racconto minore apparso in una miscellanea, la serie è tradotta in italiano per la prima volta divisa fra due diverse raccolte (l'unica in volume unico e l'altra in due tomi) che in parte si sovrappongono per contenuti:
- El Borak, Avventuriero del Deserto, a cura di Amando Corridore e Ugo Malaguti, traduzione di vari, Libra Fantastica 16, Elara Libri, 2018. Comprende cinque episodi del ciclo principale e il racconto minore "L'Arrivo di El Borak" ("The Coming of El Borak").
- Francis Xavier Gordon El Borak (2 voll.), a cura di Gianfranco Calvitti e Giacomo Ortolani, traduzione di vari, Edizione Deluxe 4 e 6, Providence Press, 2018 e 2020. Comprende quattro episodi del ciclo principale e otto racconti minori.

Restano inediti in italiano i quattro racconti minori "El Borak", "The Land of Mystery", "North of Khyber" e "Intrigue in Kurdistan".

#### Kirby O'Donnell
Un avventuriero statunitense maestro nell'uso della scimitarra che viaggia per l'Afghanistan in cerca di tesori sotto lo pseudonimo curdo di "Ali el Ghazi".
Il ciclo consiste di due racconti pubblicati Howard vivente e un racconto postumo, raccolti assieme per la prima volta nella raccolta tematica Swords of Shahrazar, Orbit, 1976; un quarto frammento incompiuto è stato riunito alla serie in El Borak and Other Desert Adventures, Del Rey / Ballantine, 2010. Si noti che la cronologia interna ricostruita in El Borak and Other Desert Adventures è di fatto inversa rispetto all'ordine di prima edizione.
- "La Pista del Dio Insanguinato" ("The Curse of the Crimson God" o "The Trail of the Blood-stained God"), postumo in Swords of Shahrazar, Orbit, 1976.
- "L'Oro dei Tartari" ("The Treasure of Tartary" o "Gold From Tartary"), Thrilling Adventures gennaio 1935.
- "Spade di Sharhazar" ("Swords of Sharhazar"), Top-Notch ottobre 1934.
- Un frammento senza titolo pubblicato per la prima volta in El Borak and Other Desert Adventures, Del Rey / Ballantine, 2010.

La sequenza è stata tradotta in italiano nel volume omnibus Kirby O'Donnell Cacciatore di Tesori, a cura di Gianfranco Calvitti e Giacomo Ortolani, traduzione di Elena Cervi, Edizione Deluxe 1, Providence Press, 2018.

#### Lal Singh
Un condottiero sikh protagonista di tre brevi racconti pubblicati postumi in The Adventures of Lal Singh, a cura di Robert M. Price, Cryptic Publications, 1985; ad essi si aggiunge una poesia apparsa inizialmente in un canzoniere miscellaneo e riunita alle prose in The Early Adventures of El Borak, The Robert E. Howard Foundation Press, 2010.
- "La Spada di Lal Singh" ("The Sword of Lal Singh"), poesia, in A Rhyme of Salem Town and Other Poems, Robert E. Howard Properties, 2002.
- "La Storia dell'Anello del Raja" ("The Tale of the Rajah’s Ring").
- "Le Nuove Avventure di Lal Singh" ("The Further Adventures of Lal Singh").
- "Lal Singh Gentiluomo Orientale" ("Lal Singh, Oriental Gentleman").

La sequenza è stata tradotta in italiano nel volume omnibus Kirby O'Donnell Cacciatore di Tesori, a cura di Gianfranco Calvitti e Giacomo Ortolani, traduzione di Elena Cervi, Edizione Deluxe 1, Providence Press, 2018.

#### Yar Alì Khan
Protagonista di due poesie e tre racconti, di cui uno solo completo, riuniti in Early Adventures of El Borak, The Robert E. Howard Foundation Press, 2010.
- "La Canzone di Yar Alì Khan" ("The Song of Yar Alì Khan"), poesia, postuma nel canzoniere Always Comes Evening, Underwood-Miller, 1977.
- "La Porta dei Leoni" ("The Lion Gate"), postumo in The Last of the Trunk, Paradox Entertainment, 2007.
- Due frammenti senza titolo postumi in The Last of the Trunk, Paradox Entertainment, 2007.
- Una poesia senza titolo composta in una lettera a Tevis Clyde Smith datata 22 giugno 1923, prima edizione a stampa in The Collected Letters of Robert E. Howard Volume 1: 1923-1929, The Robert E. Howard Foundation Press, 2007.

La sequenza è stata tradotta per la prima volta in Francis Xavier Gordon – EL BORAK Volume 2: La maledizione a tre lame, il falco delle colline e altre storie, a cura di Gianfranco Calvitti e Giacomo Ortolani, traduzioni di vari, Edizione Deluxe 6, Providence Press, 2020.

#### Racconti d'Oriente autoconclusivi
- "Sotto la Grande Tigre" ("Under the Great Tiger"), The All-Around Magazine maggio-giugno-luglio 1923. Trad. Gianfranco Calvitti in Francis Xavier Gordon – EL BORAK Volume 2: La maledizione a tre lame, il falco delle colline e altre storie, a cura di Gianfranco Calvitti e Giacomo Ortolani, Edizione Deluxe 6, Providence Press, 2020. Collaborazione con Tevis Clyde Smith.
- "Lance d'Oriente" ("Spears of the East"), The Golden Caliph agosto 1923. Trad. Gianfranco Calvitti in Francis Xavier Gordon – EL BORAK Volume 2: La maledizione a tre lame, il falco delle colline e altre storie, a cura di Gianfranco Calvitti e Giacomo Ortolani, Edizione Deluxe 6, Providence Press, 2020.
- "Il Fuoco di Asshurbanipal" ("The Fire of Asshurbanipal"), The Howard Collector 16, primavera 1972. Trad. Silvia Castoldi ne I miti di Lovecraft, a cura di Robert M. Price, Urania Epix 12, Arnoldo Mondadori Editore, Marzo 2010. Prima stesura realistica dell'omonimo racconto dell'orrore.

### Cicli storici
Howard ha composti numerosi racconti storici ambientati nel Vicino Oriente medievale e occasionalmente in Europa rinascimentale, sistematizzati nel volume postumo Sword Woman and Other Historical Adventures, Del Rey / Ballantine, 2011. Alcune opere minori, per lo più a soggetto piratesco, restano divise fra raccolte miscellanee.

#### Cormac FitzGeoffrey
Un cavaliere crociato di ascendenza normanno-celtica, protagonista di due racconti pubblicati Howard vivente e una bozza incompiuta postuma.
- "I Falchi dell'Outremere" ("Hawks of Outremer"), Oriental Stories aprile-maggio-giugno 1931.
- "Il Sangue di Belshazzar" ("The Blood of Belshazzar"), Oriental Stories autunno 1931.
- "La Principessa Schiava" ("The Slave Princess"), bozza incompiuta, postuma in Lord of Samarcand and Other Adventure Tales of the Old Orient, Bison Books, 2005. Una versione completata da Richard L. Tierney era già apparsa in Hawks of Outremer, Donald M. Grant, 1979.

I due racconti di Howard e il pastiche di Tierney furono riuniti per la prima volta in Hawks of Outremer, Donald M. Grant, 1979; la prima pubblicazione completa e senza interpolazioni è stata in Lord of Samarcand and Other Adventure Tales of the Old Orient, Bison Books, 2005. La prima edizione italiana dei due racconti completi è stata nel volume omnibus Dark Agnes, donna di spada, a cura di Armando Corridore e Ugo Malaguti, traduzioni di Armando Corridore e Anna Rita Guarnieri, Libra Fantastica 4, Elara Libri, 2011; il terzo testo incompleto è stato invece antologizzato ne Il Signore di Samarcanda e altre storie orientali, a cura di Armando Corridore e Ugo Malaguti, traduzioni di Armando Corridore e Anna Rita Guarnieri, Libra Fantastica 14, Elara Libri, 2018.

#### Agnes "la Nera" de Chastillon
Una mercenaria francese suddita di re Francesco I, protagonista di due racconti e un frammento pubblicati postumi.
- "Res Adventurae" ("Sword Woman"), postumo in REH: Lone Star Fictioneer #2, estate 1975.
- "Lame per la Francia" ("Blades for France"), postumo come chapbook edito da George T. Hamilton, 1975.
- "Amante della Morte" ("Mistress of Death"), frammento incompiuto, postumo in Sword Woman and Other Historical Adventures, Del Rey / Ballantine, 2011. Una versione completata da Gerald W. Page era già apparsa in Witchcraft & Sorcery gennaio-febbraio 1971.

I due racconti di Howard e il pastiche di Page furono riuniti per la prima volta in The Sword Woman, Zebra Books, 1977; la prima pubblicazione completa e senza interpolazioni è stata in Sword Woman and Other Historical Adventures, Del Rey / Ballantine, 2011. La prima edizione italiana (in cui il terzo episodio appare nella redazione di Page) è stata nel volume omnibus Dark Agnes, donna di spada, a cura di Armando Corridore e Ugo Malaguti, traduzioni di Armando Corridore e Anna Rita Guarnieri, Libra Fantastica 4, Elara Libri, 2011.

#### Terence Vulmea e Helen Travel
Rispettivamente un bucaniere irlandese e una piratessa inglese attivi nei Caraibi del Seicento; i due romanzi brevi di Vulmea e l'unico racconto di Travel, tutti e tre postumi, sono stati riuniti per la prima volta nella raccolta monografica Black Vulmea's Vengeance & Other Tales of Pirates, Donald M. Grant, 1976.
- Swords of the Red Brotherhood, postumo in Black Vulmea's Vengeance & Other Tales of Pirates. Riscrittura realistica del romanzo breve con protagonista Conan il Cimmero Lo straniero nero (The Black Stranger).
- La Vendetta di Vulmea il Nero (Black Vulmea's Vengeance), postumo in Golden Fleece novembre 1938.
- "L'Isola della Rovina del Pirata" ("The Isle of Pirate's Doom"), postumo come chapbook edito da George T. Hamilton, 1975.

Il romanzo breve di Vulmea ricavato dal testo con protagonista Conan è inedito in italiano, mentre il testo di Vulmea a soggetto originale e il racconto di Travel sono stati tradotti nel volume omnibus Gli Avventurieri del Mare, a cura di Armando Corridore e Ugo Malaguti, traduzioni di Armando Corridore e Anna Rita Guarnieri, Libra Fantastica 6, Elara Libri, 2012.

#### Cormac Mac Art
Un pirata irlandese dell'Alto Medioevo protagonista di due racconti e due frammenti; tutti tranne uno sono apparsi per la prima volta nella raccolta monografica Tigers of the Sea, a cura di Richard L. Tierney, Donald M. Grant, 1974. Tale raccolta è stata di fatto tradotta in italiano come parte del volume omnibus Gli Avventurieri del Mare, a cura di Armando Corridore e Ugo Malaguti, traduzioni di Armando Corridore e Anna Rita Guarnieri, Libra Fantastica 6, Elara Libri, 2012.
- "Tigri del mare" ("Tigers of the Sea"), frammento completato da Tierney. In Racconti fantastici del '900 Vol. 1°, traduzione e curatela di Giuseppe Lippi, Oscar Mondadori 1984, Arnoldo Mondadori Editore, 1987.
- "Le Spade del Mare del Nord" ("Swords of the Northern Sea").
- "La Notte del Lupo" ("The Night of the Wolf"), prima pubblicazione in Bran Mak Morn, Dell Publishing, 1969. Tale prima edizione lo presenta come parte della saga di Bran Mak Morn.
- "Il tempio dell'abominio" ("The Temple of Abomination"), frammento completato da Tierney. Ne I signori della spada, traduzione e curatela di Gianni Pilo, Il Fantastico Economico Classico 11, Compagnia del Fantastico. Gruppo Newton, 19 marzo 1994.

Si segnala che la traduzione italiana de "Il tempio dell'abominio" entro il volume omnibus Tutti i cicli fantastici di Robert E. Howard Tomo III – I Cicli Celta e di Faccia di Teschio (Grandi Tascabili Economici Newton 323, Newton Compton Editori, 1994) lo presenta arbitrariamente come parte di un Ciclo dei Celti unitario, comprendente anche tre racconti di Bran Mak Morn, tre di Turlogh O'Brien e un racconto dell'orrore a tema celtico.

#### Racconti storici autoconclusivi
Dove non indicato diversamente, la prima edizione italiana è nell'antologia Il Signore di Samarcanda e altre storie orientali, a cura di Armando Corridore e Ugo Malaguti, traduzioni di Armando Corridore e Anna Rita Guarnieri, Libra Fantastica 14, Elara Libri, 2018.
- "Lancia e Zanna" ("Spear and Fang"), Weird Tales luglio 1925. Trad. ignota in Yorick Fantasy Magazine n. 20/21, dicembre 1995 - maggio 1996.
- "Le Rosse Lame del Catai Nero" ("Red Blades of the Black Cathay"), Oriental Stories febbraio-marzo 1931. Collaborazione con Tevis Clyde Smith.
- "Spears of Clontarf", composto verso il 1932 ma edito postumo come chapbook per George T. Hamilton, 1978. Unico racconto realistico del ciclo fantastico di Turlogh O'Brien.
- "I Seminatori di Tuono" ("The Sowers of the Thunder"), Oriental Stories inverno 1932.
- "Il Signore di Samarcanda" ("Lord of Samarcand"), Oriental Stories primavera 1932.
- "Il Leone di Tiberiade" ("The Lions of Tiberias"), The Magic Carpet luglio 1933.
- "L'Ombra dell'Avvoltoio" ("The Shadow of the Vulture"), The Magic Carpet gennaio 1934. Ha per protagonista la mercenaria rutena Sonya "la Rossa" di Rogatino, ispirazione del personaggio fumettistico di Red Sonja.
- "Le Porte dell'Impero" ("Gates of the Empire"), composto fra 1933 e 1934 ma postumo in Golden Fleece gennaio 1939.
- "The Road of the Eagles" o "The Way of the Swords", composto fra 1933 e 1934 ma postumo in The Road of Azrael, Donald M. Grant, 1979.
- "Hawks Over Egypt", composto fra 1933 e 1934 ma postumo in The Road of Azrael, Donald M. Grant, 1979.
- "The Road of Azrael", composto fra 1933 e 1934 ma postumo, Chachal 1, inverno 1976.

Sono inoltre noti due racconti lasciati incompiuti a uno stato avanzato di sviluppo:
- "Al Servizio del Re" ("The King's Service"), composto verso il 1934 ma edito postumo come chapbook per George T. Hamilton, 1975.
- "The Track of Bohemund", postumo in The Road of Azrael, Donald M. Grant, 1979.

### Cicli western

#### Steve "Sonora Kid" Allison
Un pistolero presente in otto racconti che lo vedono come protagonista unico, sei racconti in cui incontra Francis Xavier Gordon detto El Borak (un altro avventuriero howardiano), e sei frammenti incompiuti.
Due dei racconti completi sono apparsi per la prima volta su rivista e sono stati tradotti nella raccolta originale per il mercato italiano Sfida al Canyon Infernale, a cura di Gian Filippo Pizzo, Walter Catalano e Luca Ortino, trad. Roberto Chiavini, Mellonta Tauta 2, Frantini Editore, 2014.
- "Lama, pallottola o capestro" ("Knife, Bullet and Noose"), postumo, Howard Collector 6, primavera 1965.
- "Lo scherzo del diavolo" ("The Devil's Joker"), postumo, Cross Plains vol. 1 n. 6, anno 1975.

Gli altri sei racconti completi e i sei frammenti sono tutti apparsi per la prima volta in The Sonora Kid, a cura di Robert M. Price, Cryptic Publications, 1988; sono successivamente confluiti nel volume di testi brevi giovanili The Early Adventures of El Borak, The Robert E. Howard Foundation Press, 2010.
- "The West Tower".
- "Brotherly Advice".
- "Desert Rendezvous".
- "Red Curls and Bobbed Hair".
- "The Sonora Kid—Cowhand".
- "The Sonora Kid's Winning Hand".
- "A blazing sun in a blazing sky, reflected from...", frammento.
- "The Hades Saloon and gambling hall, Buffalotown...", frammento.
- "The Hot Arizona sun had not risen high enough to heat...", frammento.
- "Madge Meraldson set her traveling-bag on the station...", frammento.
- "Steve Allison settled himself down comfortably in...", frammento.
- "The way it came about that Steve Allison, Timoleon...", frammento.

Infine, cinque dei testi cross-over con El Borak sono stati pubblicati per la prima volta postumi in traduzione francese entro l'antologia El Borak l'eternel, Fantastique / Science-fiction / Aventures 108, Néo, 1984, mentre il sesto episodio è stato riunito alla sequenza in The Early Adventures of El Borak, The Robert E. Howard Foundation Press, 2010. Quattro dei sei racconti cross-over sono stati tradotti in italiano entro Francis Xavier Gordon El Borak Volume 2: La maledizione a tre lame, il falco delle colline e altre storie, a cura di Gianfranco Calvitti e Giacomo Ortolani, traduzioni di vari, Edizione Deluxe 6, Providence Press, 2020.
- "Il Racconto di Khoda Khan" ("Khoda Khan's Tale").
- "The Land of Mystery".
- "Il Castello evitato" ("The Shunned Castle").
- "L'Anello di Giada Bianca" ("The White Jade Ring") in The Last of the Trunk, Paradox Entertainment, 2007.
- "Una Potenza tra le Isole" ("A Power among the Islands").
- "North of Khyber".

#### Grizzly Elkins
Un cacciatore di bufali protagonista di due racconti; prima traduzione italiana in Storie della Frontiera, a cura di Armando Corridore e Ugo Malaguti, traduzione di Armando Corridore, Annarita Guarnieri e Martina Ferraina, Libra Fantastica 14, Elara Libri, 2019.
- "Il Debito del Pistolero" ("Gunman's Debt"), postumo nella raccolta The Last Ride, Berkley Books, 1978.
- "Due Balordi a Cowtown" ("Law-Shooters of Cowtown" o "Law Guns of Cowtown"), postumo, Cross Plains vol. 1 n. 4, estate 1974.

#### Racconti western autoconclusivi
Dove non indicato diversamente, la prima edizione italiana è nell'antologia Sfida al Canyon Infernale, a cura di Gian Filippo Pizzo, Walter Catalano e Luca Ortino, traduzione di Roberto Chiavini, Mellonta Tauta 2, Frantini Editore, 2014.
- Il West è il West (West is West), The Tattler 22 dicembre 1922. Trad. vari in Storie della Frontiera, a cura di Armando Corridore e Ugo Malaguti, Libra Fantastica 14, Elara Libri, 2019.
- Natale a Golden Hope (Golden Hope Christmas), The Tattler 22 dicembre 1922. Trad. vari in Storie della Frontiera, a cura di Armando Corridore e Ugo Malaguti, Libra Fantastica 14, Elara Libri, 2019.
- Tamburi al tramonto (Drums of the Sunset), serializzato in nove puntate su The Cross Plains Review dal 2 novembre 1928 al 4 gennaio 1929.
- La collina degli stivali (Boothill's Payoff), Western Aces ottobre 1935.
- Il nido dell'avvoltoio (Vulture's Sanctuary), postumo, Argosy novembre 1936.
- Gli avvoltoi di Whapeton (Vultures of Whapeton), postumo, Smashing Novels Magazine dicembre 1936.
- Il "suicidio" di Donory il Codardo (The Extermination of Yellow Donory), postumo, Zane Grey Western Magazine giugno 1970.
- Sfida al canyon infernale (Showdown at Hell's Canyon), postumo nella raccolta The Vultures: Showdown at Hell's Canyon, Fictioneer Books, 1973.

### Cicli diWeird Menace
I seguenti testi sono strutturalmente racconti polizieschi, ma praticamente tutti prevedono delle contaminazioni horror date da un elemento di esotismo macabro (spesso basato sulla teoria del complotto del pericolo giallo), se non apertamente paranormale.

#### Butch Gorman e Brent Kirby
Dittico di racconti pubblicato postumo; il primo episodio è stato tradotto in italiano solo in una redazione interpolata.
- "Hand of the Black Goddess", postumo in Bran Mak Morn: A Play & Others, Cryptic Publications, 1983. Riscritto da Lin Carter e rintitolato "Lacrime scarlatte" ("Scarlet Tears") in Weird Tales 1, a cura di Lin Carter, Zebra Books, 1980; trad. Gianni Pilo in Tutti i cicli fantastici di Robert E. Howard Tomo IV – I Cicli di Solomon Kane e di Kirby Buckner, Grandi Tascabili Economici Newton 324, Newton Compton Editori, 1995.
- "Figli dell'Odio" ("Sons of Hate"), postumo in Two-Fisted Detective Stories, Cryptic Publications, maggio 1984. Trad. Elena Cervi in Steve Harrison. Detective del Macabro. Le Nuove Indagini, The Silver Key 11, Providence Press, 2020.

Si noti che la traduzione italiana entro l'omnibus Tutti i cicli fantastici di Robert E. Howard Tomo IV – I Cicli di Solomon Kane e di Kirby Buckner (a cura di Gianni Pilo, Grandi Tascabili Economici Newton 324, Newton Compton Editori, 1995) aveva assemblato assieme "Lacrime scarlatte" e i racconti di gotico sudista "Canaan Nero" e "I colombi dell'inferno" in un Ciclo di Kirby Buckner; in realtà i protagonisti o coprotagonisti dei tre testi sono figure simili ma fra loro distinte.

#### Racconti gialli autoconclusivi
- "Artigli neri" ("Black Talons"), Strange Detective Stories dicembre 1933. Trad. Claudio Foti in Un biglietto per Innsmouth e altri luoghi arcani, a cura di Luigi Pachì, I libri di Innsmouth 1, Delos Books, 2021.
- "L'orrore macabro" ("The Grisly Horror") o "La luna di Zembabwei" ("Moon of Zambebwei"), Weird Tales febbraio 1935. Trad. Cristian Carlone in Ombre dal tempo, Economica Tascabile 18, Fanucci Editore, 1994.
- "Il Latrato del Vento Nero" ("Black Wind Blowing"), Thrilling Mystery giugno 1936. Trad. Claudio Foti in Un biglietto per Innsmouth e altri luoghi arcani, a cura di Luigi Pachì, I libri di Innsmouth 1, Delos Books, 2021.
- "Il nero segugio della morte" ("Black Hound of Death"), Weird Tales novembre 1936. Trad. Roberta Rambelli, in Weird Tales. La mitica rivista di fantasy e fantascienza (parte prima 1923-1939), Enciclopedia della Fantascienza 9, Fanucci Editore, 1982.
- “I demoni del Lago Nero” ("The Devils of Dark Lake"), postumo nell'antologia WT50: A Tribute to Weird Tales, a cura di Robert Weinberg, autopubblicato, 1974. Trad. Lorenzo Mussini, Massimo Tassi e Dario Tedeschi, serializzato in due puntate con titoli separati ("I Demoni del Lago" e "Le Mura di Luxor") in Yorick Fantasy Magazine 12/13 e 14/15, ottobre 1991-gennaio 1992 e settembre 1992-marzo 1993.
- "Il pavone di bronzo" ("The Brazen Peacock"), REH: Lone Star Fictioneer Vol. 1 n. 3, autunno 1975. Ne I Racconti Perduti, traduzione e curatela di Claudio Foti, autopubblicato, 2021.
- "La mano di Obeah" ("The Hand of Obeah"), Crypt of Cthulhu 16, settembre 1983. Ne I Racconti Perduti, traduzione e curatela di Claudio Foti, autopubblicato, 2021.
- "Gli ospiti della Hoodoo Room" ("Guests of the Hoodoo Room"), Shudder Stories 1, giugno 1984. Edito come chapbook in traduzione di Claudio Foti, autopubblicato, 2021.
- "The House of Om", sinossi non sviluppata, Shudder Stories 2, dicembre 1984.
- "L’incantesimo di Damballah" ("The Spell of Damballah"), Revelations of Yuggoth 1, Cryptic Publications, novembre 1987. Ne I Racconti Ritrovati, traduzione e curatela di Claudio Foti, autopubblicato, 2021.

### Romanzi autoconclusivi
I tre romanzi sono rispettivamente un giallo paranormale, un planetary romance e un western con forti elementi autobiografici.
- Il teschio (Skull-Face), serializzato in tre puntate su Weird Tales ottobre, novembre e dicembre 1929. Trad. Roberta Rambelli in Skull-Face, Fantacollana 23, Editrice Nord, 1978.
- Almuric (Almuric), postumo, serializzato in tre puntate su Weird Tales maggio, giugno-luglio e agosto 1939. Trad. Gianluigi Zuddas, Fantacollana 43, Editrice Nord, 1982.
- Il deserto e le querce stellate (Post Oaks & Sand Roughs), prima edizione postuma in traduzione francese, Fantastique / Science-fiction / Aventures 215, Néo, 1989. Trad. Francesco Vitellini, Libra Fantastica 27, Elara libri, 2022.

## Edizioni in antologia

### Antologie per il mercato italiano
- Solomon Kane, trad. Roberta Rambelli, a cura di Gianfranco de Turris e Sebastiano Fusco, Il Libro d'Oro della Fantascienza 2, Fanucci Editore, 1979. Raccolta del ciclo di Solomon Kane allestita indipendentemente dalle edizioni inglesi, comprende un romanzo breve, sette racconti e tre poesie autentici, un racconto interpolato da John Pocsik, quattro racconti incompiuti di cui tre completati da Gianluigi Zuddas, e due racconti apocrifi dello stesso Zuddas.
- La saga di Conan (4 voll.), a cura di Giuseppe Lippi, Oscar Fantasy 1, 7, 15 e 22, Arnoldo Mondadori Editore, 1989-1992; ristampa con nuovi titoli in Oscar Mondadori, 2004-2005. Raccolta del ciclo di Conan il cimmero allestita indipendentemente dalle edizioni inglesi, pubblica in un tomo autonomo l'unico romanzo della serie e organizza i venti testi brevi in tre raccolte, seguendo l'anno di prima edizione:
  1. L'Era di Conan, trad. Giuseppe Lippi, Oscar Fantasy 1, 1989; riedito come Conan. La Spada della Fenice, Oscar Bestsellers 1471[6], 2004. Raccoglie cinque racconti pubblicati fra 1932 e 1933.
  2. L'Ira di Conan, trad. Lydia Lax e Diana Georgiacodis, Oscar Fantasy 7, 1990; riedito come Conan. Il Cerchio Nero, Oscar Bestsellers 1546, 2005. Raccoglie il romanzo breve Il cerchio nero e sette racconti, pubblicati fra 1933 e 1935.
  3. L'Urlo di Conan, trad. Diana Georgiacodis e Lydia Lax, Oscar Fantasy 15, 1991; riedito come Conan. Il Tesoro di Tranicos, Oscar Bestsellers 1565, 2005. Raccoglie un racconto e i due romanzi brevi Al di là del Fiume Nero e Chiodi rossi, pubblicati Howard vivente fra 1935 e 1936, e il romanzo breve Il Tesoro di Tranicos e tre racconti, pubblicati postumi fra 1952 e 1967 (Il Tesoro di Tranicos e "La Figlia del Gigante del Gelo" sono interpolati da Lyon Sprague de Camp).
  4. L'Ora di Conan, trad. Lidia Lax, Oscar Fantasy 22, 1992; riedito come Conan il conquistatore, Oscar Varia 1858, 2004[7]. Contiene il romanzo L'ora del dragone, serializzato fra 1935 e 1936.
- Il segno del serpente, supplemento alla rivista Yorick Fantasy Magazine 12/13, aprile 1992. Comprende un racconto di Steve Costigan, una poesia di Bran Mak Morn, e due racconti autoconclusivi, nonché vari saggi critici.
- Culti Innominabili, a cura di Simone Peruzzi, traduzione di Roberto Cecchini e Roberto di Meglio, Nexus Editore, 1993. Comprende cinque racconti horror del Ciclo di Cthulhu, fra cui un episodio della serie di John Conrad e John Kirowan e un frammento completato da August Derleth.
- I signori della spada, traduzione e curatela di Gianni Pilo, Il Fantastico Economico Classico 11, Compagnia del Fantastico. Gruppo Newton, 19 marzo 1994. Comprende cinque racconti heroic fantasy a tema celtico: uno di Cormac Mac Art (completato postumo da Richard L. Tierney), due di Bran Mak Morn e due di Turlogh Dubh O'Brien.
- Ombre dal tempo, a cura di Gianfranco de Turris, traduzione di Cristian Carlone, Economica Tascabile 18, Fanucci Editore, 1994. Comprende sedici racconti macabri per lo più inediti: uno di De Montour, uno di Bran Mak Morn, uno di Turlogh Dubh O'Brien, tre di John Conrad e John Kirowan, uno di orrore celtico, uno del Ciclo di Cthulhu, uno di Weird Menace, tre di Weird Western, e quattro autoconclusivi.
- Tutti i cicli fantastici (5 voll.), a cura di Gianni Pilo e Sebastiano Fusco, Grandi Tascabili Economici Newton 321-325, Newton Compton Editori, 1995. Ristampa in cinque volumi delle opere fantastiche già pubblicate in italiano da Editrice Nord e Fanucci:
  1. Il ciclo di Conan Tomo I, trad. vari, Grandi Tascabili Economici Newton 321. Comprende la prima parte del ciclo di Conan il cimmero disposto secondo la cronologia di L. Sprague de Camp: quattordici racconti (di cui "La Figlia del Gigante dei Ghiacci" e "Il Palazzo dei Morti" sono interpolati da de Camp) e il romanzo breve Gli Accoliti del Cerchio Nero, più il saggio di accompagnamento L'era hyboriana.
  2. Il ciclo di Conan Tomo II, trad. vari, Grandi Tascabili Economici Newton 322. Comprende la seconda parte del ciclo di Conan il cimmero disposto secondo la cronologia di L. Sprague de Camp: tre racconti, i tre romanzi brevi Chiodi rossi, Oltre il Fiume Nero e Il tesoro di Tranicos (riscrittura di de Camp dell'originale howardiano Lo straniero nero), e il romanzo L'Ora del Dragone.
  3. I Cicli Celta e di Faccia di Teschio, trad. Gianni Pilo, Grandi Tascabili Economici Newton 323. Comprende il romanzo Il teschio e un "Ciclo dei Celti" (basato sulla precedente raccolta I signori della spada) che assembla assieme un racconto di Cormac Mac Art (completato postumo da Richard L. Tierney), tre di Bran Mak Morn, tre di Turlogh Dubh O'Brien, e un racconto di orrore celtico che allude al ciclo di Turlogh[8].
  4. I Cicli di Solomon Kane e di Kirby Buchner, trad. Gianni Pilo, Grandi Tascabili Economici Newton 324. Comprende il ciclo completo di Solomon Kane (un romanzo breve, otto racconti, tre poesie, e quattro frammenti di cui tre completati da Ramsay Campbell) e un "Ciclo di Kirby Buckner" che assembla assieme i tre racconti autoconclusivi di thriller paranormale "Canaan Nero", "I Colombi dell'Inferno" e "Lacrime Scarlatte" (riscrittura di Lin Carter dell'originale "Hand of the Black Goddess").
  5. I Cicli di Kull di Valusia, di James Allison, di Cthulhu e di Almuric, trad. vari, Grandi Tascabili Economici Newton 325. Comprende il romanzo Almuric, tutti i testi completi del ciclo di Kull di Valusia (nove racconti e una poesia) disposto secondo la cronologia di Lin Carter[9], due racconti di James Allison, e cinque racconti del Ciclo di Cthulhu (di cui "I Figli della Notte" è un'avventura di John Konrad e John Kirowan che allude al ciclo di Bran Mak Morn[10]).
- Orrore a Faring Town, Collana Fantàsia, Il Cerchio Iniziative Editoriali, 1999. Raccolta monografica del ciclo del Villaggio d Faring (due racconti e una poesia).
- Solomon Kane. Ciclo Completo, trad. Roberta Rambelli e Riccardo Valla, a cura di Gianfranco de Turris e Sebastiano Fusco, Ai confini dell'immaginario, Coniglio Editore, 2010. Riedizione ampliata della raccolta Solomon Kane (Il Libro d'Oro della Fantascienza 2, Fanucci Editore, 1979), comprende il romanzo breve, gli otto racconti e le tre poesie autentiche con protagonista Solomon Kane (la terza poesia appare in due diverse varianti), una riscrittura di uno dei racconti opera di John Pocsik, quattro racconti incompiuti di cui tre completati da Gianluigi Zuddas, e due racconti apocrifi dello stesso Zuddas.
- Conan il Barbaro, a cura di Gianni Pilo e Sebastiano Fusco, traduzione di vari, Grandi Tascabili Contemporanei 127, Newton Compton Editori, 2011. Ristampa in volume unico della raccolta in due tomi Il ciclo di Conan (Grandi Tascabili Economici Newton 321-322, 1995), raccoglie i ventidue testi originali del ciclo di Conan il cimmero disposti secondo la cronologia di L. Sprague de Camp (di essi "La Figlia del Gigante dei Ghiacci", "Il Palazzo dei Morti" e Il Tesoro di Tranicos sono interpolati da de Camp) e include anche il saggio di accompagnamento L'era hyboriana.
- Conan il Barbaro, a cura di Giuseppe Lippi, traduzione di Giuseppe Lippi, Lydia Lax e Diana Georgiacodis, Oscar Draghi 14, Arnoldo Mondadori Editore, 2016. Ristampa in volume unico della raccolta in quattro tomi La saga di Conan (Oscar Fantasy 1, 7, 15 e 22), raccoglie i ventuno testi originali e completi del ciclo di Conan il cimmero disposti secondo l'anno di prima edizione. Al posto del romanzo breve Il tesoro di Tranicos (interpolato da L. Sprague de Camp) è stato antologizzato il testo originale howardiano intitolato Lo straniero nero, mentre il racconto "La Figlia del Gigante del Gelo" mantiene le modifiche di de Camp.
- Il Ciclo Celta, a cura di Matteo "Mesa" Facchini, traduzione di Gianni Pilo, FantaLibri 9 / Fantaclassica, GM.libri, 2021. Ristampa in volume autonomo della silloge omonima allestita per l'omnibus I Cicli Celta e di Faccia di Teschio (Grandi Tascabili Economici Newton 323, Newton Compton Editori, 1995), assembla assieme un racconto di Cormac Mac Art (completato postumo da Richard L. Tierney), tre di Bran Mak Morn, tre di Turlogh Dubh O'Brien, e un racconto dell'orrore che allude al ciclo di Turlogh[8].
- Il ciclo di James Allison, traduzione e cura di Claudio Foti, Delos Digital, 2022. Raccolta del ciclo di James Allison allestita indipendentemente dalle edizioni inglesi, comprende sia i tre racconti principali completi sia i quattro frammenti incompiuti corredati da testi di apparato.